# V. István magyar király
V. István (1239. október 18. – 1272. augusztus 6.) Magyarország királya 1270 és 1272 között, IV. Béla király és Laszkarisz Mária királyné elsőszülött fia. 1246-tól 1257-ig szlavón herceg, majd erdélyi herceg (dux Transsilvanus), 1258 és 1260 között stájer herceg (dux Stiriae). 1260-tól ismét erdélyi herceg, 1262 végén az „ifjabb királyi” címet (iuinior rex) felvéve a keleti országrész de facto független uralkodója, e címét apja ellenében sikeresen megvédte. 1270-től haláláig egész Magyarország (totius Hungariae) királya. A hazai történetírásban ellentmondásosan, egyrészt mint hálátlan, erőszakos és hatalomvágyó fiú, másrészt pedig mint vitéz katona és kiváló hadvezér, vagy kiváló szervező és tehetséges uralkodó jelenik meg.

## Élete
IV. Béla és Laszkarisz Mária nyolcadik gyermekeként 1239-ben született mint elsőszülött fiú, ő lett a trón jog szerinti örököse. A magyarországi tatárjárást szüleivel és lánytestvéreivel együtt Dalmáciában vészelte át. 1242-ben, Osl nembeli I. Herbord, a királyi udvar tagja őrizte és védelmezte tatároktól, amikor a klisszai várban tartották.
Apja már gyermekként megkoronáztatta. Még szintén gyermekként politikai érdekből, a kunokkal kötött szövetség jegyében, az országba visszatelepült kun fejedelemnek Szejhánnak Erzsébet nevű lányát jegyezték el vele. Házasságukból később öt leány és két fiúgyermek született. 1246-ban már mint megkoronázott királyt és Szlavónia hercegének említik.

### Első koronázásától az ifjabb királyi cím felvételéig
IV. Béla 1246. január 10-én kiadott oklevele tartalmaz utalást fia István első megkoronázására, nincs okunk kételkedni abban, hogy a koronázás az akkor még egyedüli fiúgyermek trónöröklési jogának biztosítására a király akaratából történt. A herceg ekkor, vagy már ezt megelőzően – a hagyományoknak megfelelően – Szlavóniát is megkapta, mert az oklevél már „egész Szlavónia hercegének” nevezi a kiskorú Istvánt. Szlavóniát ekkor még nővérének, Annának férje, Rosztyiszláv – 1247. június 2-án Szlavónia bánja – kormányozta, aki az újjászerveződő balkáni régiót később is teljesen kézben tartotta.
A már nagykorú herceget apja 1257-ben Erdély élére állította, a rákövetkező évben viszont már a Szlavóniával határos új tartomány, Stájerország déli részét kormányozza. A pozsonyi béke után a Magyarországhoz tartozó Dél-Stájerországban 1258-ban felkelés tört ki. A stájer felkelést IV. Béla leverte, és fiát, Istvánt stájer hercegként a tartomány élére állította. A hercegséghez hozzákapcsolta Zala és Vas megyét, valamint a Bakonyi erdőispánságot is. 1259 végén a stájerek ismét fellázadtak, és II. Ottokár cseh királyhoz pártoltak, magyar kézen csak Pettau és néhány kisebb vár maradt.

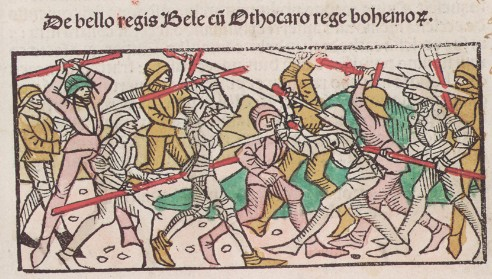
A kroissenbrunni csata (Thuróczi-krónika)

1260. július 12-én a morvamezei Kroissenbrunn mellett vívott csata véget vetett a Stájerország feletti magyar uralomnak, IV. Béla a nyár végén Pozsonyban fegyverszünetet kötött II. Ottokárral. A kroissenbrunni csata és az azt követő események valószínűleg IV. Béla és fia István közötti viszony megromlásához is vezettek. A csata István kezdeti sikerei után IV. Béla hadvezetési hibája miatt végződött vereséggel. Az előhadat vezető István az ütközetben megsebesült, a késedelmeskedő fősereg miatt nehéz helyzetbe került, a herceg sorsáról a magyar táborban jó ideig semmit sem tudtak. Az 1261. március 31-én megkötött bécsi békében IV. Béla lemondott Stájerországról. A morvamezei vereség után IV. Béla a még kiskorú Béla herceget állította Szlavónia élére, a katonai rátermettségét bizonyító István herceget pedig visszaküldte Erdélybe.
István ennek ellenére továbbra is kész volt együttműködni apjával. 1261-ben ismét közösen vezettek hadat az előző évi bolgár betörés megtorlására, a hadjárat során Vidin mellett legyőzték a bolgárokat. Ezúttal a befejezés a hercegre maradt, aki mélyen az ellenséges területekre hatolva, a Duna jobb partján és Nikápoly közelében az Iszker folyónál is győzelmet aratott.
1262-ben viszont már fegyverrel fordultak egymással szembe, a későbbi oklevelek szerint ekkor valóságos háború (guerra) tört ki IV. Béla és István között. A háború kezdete november elejére tehető, amely azonban december 5. előtt már véget is ért, mivel az ezen a napon kiállított poroszlói oklevél a belháború lezárását szolgáló, november végi pozsonyi egyezség megerősítése. A Poroszlón kibocsátott oklevél nevezi Istvánt első alkalommal ifjabb királyként (iunior rex Ungarie).
A pozsonyi béke eredeti oklevele sajnos nem maradt fenn, létéről és tartalmáról csak későbbi utalásokból tudunk. Ezek az utalások az 1262-es szembenállás okairól nem adnak tájékoztatást.

### Ifjabb királysága

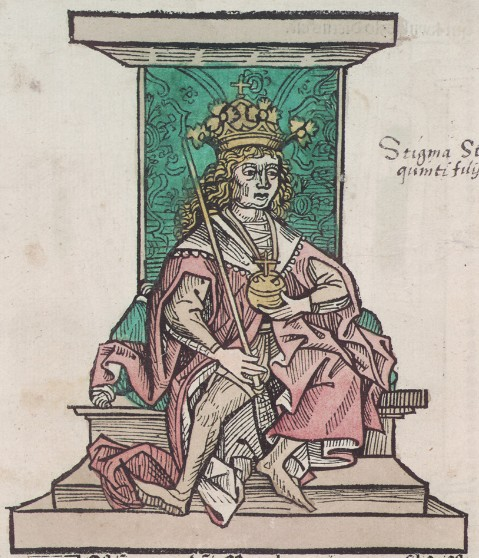
V. István ábrázolása a Thuróczi-krónikában

#### A dukátus és az ifjabb királyság intézményének értelmezése
Az iunior rex cím 1262-ig nem volt használatban. Később, királykorában V. István is csak dukátusnak (tempore ducatus sui) nevezte pályája 1262-ig tartó időszakát, és apja IV. Béla alatti szereplését is.
A dukátus és az ifjabb királyság intézményének történészek általi megítélésében nincs egységes álláspont.
Györffy György szerint a dukátus ország volt az országban, és eredetileg a magyarsághoz csatlakozott segédnépek területi szervezetét takarta. Szerinte a dukátus már Zolta, Koppány, Imre és Péter hercegsége kapcsán is szóba került. A dukátus, mint a trónörökös herceg jussa a 11. században két egymást keresztező szervezet: egy területi és egy ettől független szórt birtokszervezetből állt. Körülhatárolt királyi és hercegi terület is létezett, de voltak hercegi birtokok a király területén és királyi birtokok a hercegén belül is. A hercegi terület a királyi területhez hasonlóan ispánságokra tagolódott (ducis comes), melyek alá tartoztak a király ottani népei is.
Kristó Gyula nem fogadta el azt az Anonymusra visszavezetett felfogást, amely szerint a dukátus már a 10. században is létezett volna. Szerinte a korai dukátus a hadvezérséghez tartozóan értelmezhető. A dukátus első megjelenése – az ország első felosztása – I. András és az általa hazahívott Béla esetéhez köthető.
Különbség van a dukátus szerepének megítélésében is, ezt Györffy György a trónörökössel kapcsolta össze, míg Kristó Gyula elsősorban a peremterületek feudalizációjával.
I. András és Béla herceg, Salamon és Géza herceg, Kálmán és Álmos herceg ismert küzdelmei a széttagolódás és anarchia közvetlen veszélyeit hordozták. Kálmán, több évtizedes küzdelem után mivel nyilvánvalóvá vált, hogy a cseh, lengyel, orosz és görög határ mentén fekvő dukátusi országrészek a királyság létét veszélyeztetik, a dukátus területi szervezetét, és vele együtt seniorátusi trónöröklést megszüntette. A dukátus véglegesen egyesült a királysággal.
Az erdélyi vajdaság, a horvát, dalmát bánságok és a későbbi hercegségek történetéhez kapcsolódó hercegi intézmények már új fejezetet jelentenek a dukátus értelmezésében.
Ezek a területek tulajdonképpen a névleges társkirály uralkodói tapasztalatainak megszerzésére szolgáltak. Az Árpád-házi trónörökösök szlavóniai hercegsége – Imre, András, Béla, Kálmán, István – a jelen történet által érintett időre már bevált gyakorlatnak tekinthető.
II. István, Imre, III. László és valószínűleg V. István megkoronáztatása is az utód trónjogának elvi biztosítását célozta, míg IV. Béláét apja ellenében kényszerítették ki. A koronázás miatt a trón örököse már bajosan címezhető duxnak, a megkoronázás után tulajdonképpen társkirályok (corex) voltak. A dukátus intézménye csak alkalomszerűen éledt újjá a későbbi királyi (ellenkirályi) gyakorlatban – például kifejezetten András herceg tengermelléki uralmát szokás úgy értékelni, hogy az ország megosztásra, a dukátus intézményének feltámasztására törekedett – de elképzelhető ez IV. Béla és V. István esetében is.
IV. Béla és fia István párhuzamos, megosztott uralkodását érintően már az uralkodói szabadság teljes elkülönülése mutatható ki, aminek még III. Béla és Imre idejében semmilyen nyoma sem volt tapasztalható – így e korábbi időszakhoz tartozóan, az ifjabb királyság intézménye még nem köthető.
A 20. század elején az általános vélemény az volt, hogy az ifjabb királyság intézményét a királyi hatalom magánjogi fejlődése hozta létre.
Sufflay Milán szerint a magyar királyi hercegség és az ebből kifejlődött ifjabb királyság intézménye statikailag véve, világosan áll a történettudósok előtt. De a magyar ifjabb királyság evolúciója nem magyarázható a királyi hatalom magánjogi irányú fejlődésével, sem pedig a csatolt részek megőrzött függetlenségével. Szerinte az ifjabb királyság intézményét nem szabad a magyar közjog specialitásának tekinteni, jellemző a 11-14. századra és jól körülhatárolható területen mutatható ki. Szláv példák alapján kialakulásában két közös tényezőt azonosít, egyik a részuralom rendszere, a másik pedig az elsőszülöttségi fiági öröklési elv megszilárdítására irányuló törekvés.
Bartoniek Emma szerint az ifjabb királyság nem a hercegségi jogból fejlődött ki, az vélemény pedig, amely szerint az „ifjabb királyság"-gal biztosították Árpád-kori királyaink elsőszülöttjeiknek az utódlást, nem egyéb a Habsburgok „ifjabb királyai"-ról vett analógiánál és ennek az újkori intézménynek a 13. századba való visszavetítésénél. 
Az ifjabb királyság intézményének kialakulását Bartoniek, III. Béla idejére tette és szerinte francia befolyásra kezdődött, célja pedig: a tetterős, uralomra vágyó fiatal trónörökösnek megfelelő rangot és hatáskört biztosítani.
Kiss István viszont Bartoniek megállapításait cáfolta. Szerinte az ifjabb királyság intézményének történelmi alapja jóval korábbi és máshol keresendő: Az ország reorganizálására alakult ellenzék csoportosul az ifjabb király körül, akit mélyreható elvi ellentét választ el az öreg királytól, és ez emeli a Dei gratia et voluntate patris uralkodó ifjabb királyt egyenrangú tényezővé.
Kiss mutatott rá először arra, hogy IV. Bélát és István herceget nem elvi ellentét, hanem egy családi perpatvar választotta el. Így lehet az is, hogy az ifjabb királyság intézményének létrejöttét valójában csak egy „családi ügy” indikálta.
István közel tízéves uralkodásának hosszabb szakasza az ifjabb királyságának időszakára esik. Ezen időszak kezdetén az ország páratlan megosztása következett be, a Duna két független királyság határvonala lett.

##### István címhasználatai
Szentpétery az érintett időszak Árpád-kori oklevelek kritikai vizsgálata során, István címhasználatára vonatkozóan az alábbi eredményre jutott:
- 1257-58-ban: rex, primogenitus illustris regis Hungariae et dux Transsilvanus.
- 1259-ben és 1260 elején: rex, primogenitus illustris regis Hungariae et dux Stiriae.
- 1260 közepén : rex, primogenitus illustris regis Hungariae.
- 1260 közepe után 1262 dec. 5-ig: rex, primogenitus illustris regis Hungariae et dux Transsilvanus.
- 1262 dec. 5-től 1266 végéig: iunior rex Hungariae, dux Transsilvanus, dominus Cumanorum.
- 1266 végén és 1267-ben: iunior rex Hungariae, dux Transsilvanus.
- 1268-tól 1270 márc. 5-ig, illetőleg május 3-ig: iunior rex Hungariae, dux Transsilvanus (et) dominus Cumanorum.

#### Az ifjabb király országa és országlása
István a pozsonyi egyezség során az ország keleti felét teljesen független királyi joggal megkapta, ennek kifejezője az új cím, melyet ettől kezdve az osztatlan királyi hatalom elnyeréséig, 1270 májusáig viselt. Ezt támasztja alá IV. Bélának a pápához intézett, 1263. évi levele is, amelyben Istvánt már apja is rexnek nevezi.
Az országot kettészelő határvonal mentén, északnyugaton az ifjabb király országrészéhez tartoztak Sáros, Újvár, Gömör és Nógrád megyék, azon túl pedig a Duna alkotta a határvonalat. 1262-ben, már ifjabb királyként Gömör megyei birtokokat érintő ítéletet erősített meg. 1263-ban Borsod, Újvár, Zemplén, Heves és Gömör megye nemessége és más lakosai számára tartott gyűlést, de ismertek Pest és Nógrád megyei birtokokkal kapcsolatos intézkedései is.
Délen, István fennhatósága alá tartozott Bács megye, amelynek ispánja a pozsonyi béke újabb, szakali (Zokol -1263. május 3.) megerősítésekor István főemberei között található, István pedig adományt is tett a bácsi várispánság földjeiből. Délnyugaton a határ – a pozsonyi egyezség egyik kikötéséből következtetve – átlépte Bács megye déli, a Duna vonalával megegyező határát, és magába foglalta Valkó és Szerém megyét is.
V. István ifjabb királyként történt országlásának időszakából mintegy másfélszáz oklevél maradt fenn, ezek egy része azonban csak kivonatokból vagy töredékekből ismert. Az oklevelek között aránylag kevés a kétségtelen hamisítvány, mindössze nyolc darab. Az oklevelek kiállítását 1264-ig Benedek aradi prépost – néhány estben Lodomér a későbbi váradi püspök, majd esztergomi érsek – ezt követően pedig Péter erdélyi prépost végezte.
Az ifjabb király nádora 1263-ban a Péc nembeli Dénes, 1266-ban a Csák nembeli Domonkos, 1268-ban pedig Tombold fia Benedek volt.
IV. Béla és István híveinek birtokai azonban nem igazodtak az országot kettészelő határvonalhoz, ezért a problémák áthidalására a két érsekből és két-két báróból álló közös bíróságot hoztak létre. További problémákat okoztak a királyi család egyes tagjainak a másik fél országrészben lévő birtokai is.

##### A belháborúk időszaka
A pozsonyi egyezség poroszlói és szalkai megerősítését követően István kezdeményezte, hogy az egyezségben foglaltakat a két érsek, július 25-ig terjessze fel a Szentszékhez megerősítés céljából. A későbbi fejlemények azonban azt igazolják, hogy az egyezség nem került a Szentszék elé. 1263 nyarán Valesco pápai káplán IV. Bélát egy új béke megkötésére próbálta megnyerni, de IV. Béla ez elől kitérve, csak arra volt hajlandó, hogy esküt tegyen arra, hogy nem indít támadást fia és annak hívei ellen. Más ügyekben viszont fontosnak ítélte a pápai támogatást, Mária királyné, fia Béla szlavóniai herceg és lánya Anna valamint annak fiai javára tett intézkedéseinek megerősítése ügyében. IV. Orbán a királyi család tagjainak új birtokadományait megerősítette, és felszólította az esztergomi érseket is azok megvédésére.
Az ekkor már külpolitikai aktualitásokkal elfoglalt ifjabb király, az ország megosztásával valószínűleg lezártnak tekintette a viszályt. Erre utal az is, hogy október 5-én személyesen is részt vett öccse Béla és Kunigunda brandenburgi hercegnő Pozsony környéki esküvőjén. December elején azonban már kénytelen volt mozgósítani haderejét. Ugyanis az 1264-es év utolsó hónapjában két összehangolt támadás indult az ifjabb király országrésze ellen.
December 10. körül délen – az eddig István környezetéhez tartozó – Kán nembeli László és Gyula magyar-kun serege hatolt be István országrészébe, a Maros völgyén haladva Déváig jutott, ahol (sub castro Dewa vocato) azonban a nagyrészt kunokból álló had vereséget szenved.
Északon, a Héder nembeli Henrik serege a Szepesség felől támadt, a hadban ott volt IV. Béla lánya Anna is. Az ifjabb király családjának lakhelyét Patakot is elfoglalták és foglyul ejtették az ifjabb király egész családját (az ifjabb királynét Erzsébetet, lányait és a kétéves László herceget). Az északi országrész felmentésére István a Csák fivéreket (Pétert és Mátét) küldte északra, míg saját maga Feketehalom várába vonult vissza.
IV. Béla előkészületei bizonyára nem maradtak titokban, az ifjabb király környezetében a támadást megelőzően több személyi változás is kimutatható. Alkancellárja Benedek és nádora Dénes is IV. Béla mellett tűnik fel, ugyanakkor a Rátót nembeli István a királyné addigi lovászmestere és tárnokispánja az ifjabb király oldalán keres védelmet, Csák bán mosoni ispánt pedig IV. Béla fogságra is vetette, helyére Kemény fia Lőrinc került. István számára ekkor vált kétségtelenné, hogy a pozsonyi békeokmány csak egy értéktelen pergamen; a cseh szövetség birtokában összehangolt fegyveres akció indult az országrészéből történő kiszorítására. A kétfrontos támadás azonban kétségtelenül meglephette Istvánt, hisz a Kán fivérekkel való összecsapásra már mélyen az ifjabb király országrészében került sor, családja pedig a könnyen elérhető Patak várába szorult.
A dévai siker ellenére az ifjabb király nehéz helyzetbe került. A Kán fivérek által vezetett – figyelemelterelő hadművelet – kun had, ugyanis csak előőrsét képezte egy nagyobb, Kemény fia Lőrinc országbíró vezetésével felvonuló seregnek. Istvánt a fejlemények hatására hívei is sorra elhagyták. Az északi hadszíntér miatt a seregét megosztani kényszerült István, leghűségesebb híveivel már csak Feketehalom várának védelmében bízhatott.
Csák Péter serege már Patak eleste után késve érkezett északra, a hódoltatott északi országrészen ért el némi sikereket – visszafoglalta a Bereg megyei Baranka várát –, de döntő csatára nem vállalkozhatott.
A Déva alól visszavonuló Istvánt nyomon követő Kemény fia Lőrinc serege körülzárta Feketehalom várát, az elűzésére indított kitörési kísérletek hatástalannak bizonyultak. A „halál és nyomorúság tartályává”-vá vált várból István a Rosd nembeli Demetert különleges követségben a szüleihez küldte, Demeter azonban Kemény fia Lőrinc kezére került, aki megkínoztatta és fogságra vetette. A január végén északról visszaérkező, szászokkal megnövelt felmentő sereg eredményességét nagyban segítette az ostromlók között ténykedő Miskolc nembeli Panyit is: „Panyit ispán üldözőinkhez járulva akaratukat és szándékukat kikémlelve és kifürkészve azokat elpusztításra és kiirtásra a kezünkre adta”. A felmentő sereg és a várból kitörők, az ostromlókat két tűz közé szorítva legyőzték, Kemény fia Lőrinc pedig Iván fia András által, az ifjabb király fogságába került.
A sikert kihasználva a hadvezetésben jártas ifjabb király támadásba lendült. Seregét az ország közepe felé vezette, útközben legyőzte a Menk kun vezér vezette kun hadat, majd az Ernye bán által vezetett hadat is. A már Tiszántúlon folyt csatában, maga Ernye bán is fogságba esett.
IV. Béla nádora a fejlemények hatására, kénytelen volt a felvidéki várak hódoltatásával felhagyni, a pesti rév biztosítására visszavonult. IV. Béla pedig a Turóc várában fogva tartott kiskorú László herceget, a nehezebben elérhető Krakkóba vitette.
IV. Béla az összecsapásra teljes haderejét összpontosította, a királyi had névleges fővezére Béla macsói herceg volt. Mária királyné, kegyeltje Preussel Henrik budavári rektor vezetése alatt ezerfőnyi csapatot küldött. A döntő csatára március elején, Isaszeg mellett került sor. A királyi hadat ténylegesen a nádor vezethette. Az ifjabb király személyesen állt a csapatai élére, és személyesen is kivette a részét a küzdelemből. Párviadalban legyőzött egy rátámadó lovagot, miközben testőrként Drug fia Sándor védelmezte a többi a támadótól. A csatából Béla hercegnek sikerült elmenekülnie. Henrik nádort a Básztély nembeli Rénold lándzsájával a földre döntve ejtette fogságba, fogságba esett a nádor két fia is. Az ugyancsak elfogott Preussel Henrik budavári rektort a csatát követően megölték.
Az isaszegi csatában az ifjabb király teljes győzelmet aratott, a királyi család és egész ország sorsa ekkor csak István akaratától függött.

##### Az 1265. évi békekötés

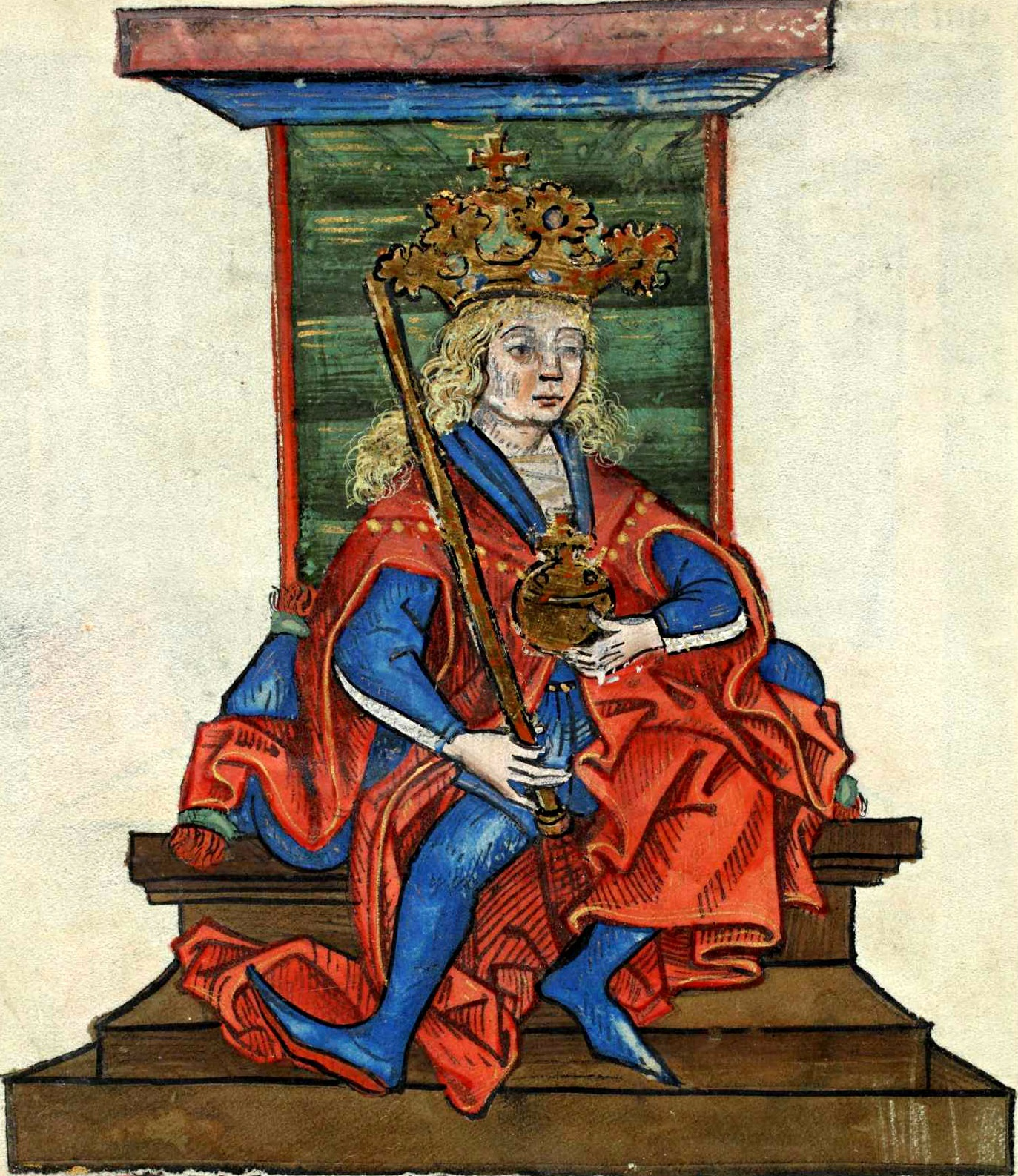
Ábrázolása a Thuróczi-krónika másik kiadásában

Az isaszegi csata után – Jans Enikel beszámolója szerint – István átkelt a Dunán, és bevonult Buda várába. Más forrásokból viszont arra következtethetünk, hogy az ifjabb király a diadalt követően nem lépte át országrésze határát.
Az isaszegi csatát követően a két érsek közvetítésével, közel egy hónapig tartó béketárgyalások kezdődtek. Az egyezség megszületéséről IV. Béla 1265. március 28-án kelt levele tanúskodik, amelyet a király IV. Kelemen pápához intézett, kérve a fiával megkötött megegyezés és szerződés megerősítését.
Az egyezmény szövegét sajnos nem ismerjük, tartalmára az egy évvel későbbi Margit-szigeten megkötött egyezmény szövegéből következtethetünk. A béke elsődlegesen valószínűleg a dinasztiát megosztó kérdéseket rendezte, kölcsönös kötelezettségvállalások mellett. Ugyanis a Margit-szigeti szerződés bevezető sorai szerint: IV. Béla visszafogadja atyai szeretetébe Istvánt, aki viszont fiúi tiszteletéről és engedelmességéről biztosítja apját. István egy 1269. évi oklevele szerint: a győzelem „nekünk juttatta koronánkat és országunk kormányzatát” – a megkötött békében így valószínűleg biztosítékot kapott a trónhoz való jogának elismerésére is. Viszonzásul elismerte apját a Magyar Királyság urának, oklevelei szerint isten és apja kegyelméből uralkodott.
A békeokmánynak rendelkeznie kellett a háború alatt ejtett foglyok kölcsönös szabadon bocsátásáról is, erre más forrásokból is következtethetünk. Szintén más forrásokból ítélve úgy tűnik, hogy István területi engedményeket is tett Valkó és Szerém megyéket érintően. Ugyanakkor pedig a királyi család tagjainak az ő országrészébe eső birtokai tekintetében ragaszkodott addigi álláspontjához – azok őt és feleségét, Erzsébetet illetik; Anna hercegnő javainak visszaadásáról annak hűtlensége miatt, még tárgyalni sem volt hajlandó.
A béke megkötése után, az ifjabb király és felesége Erzsébet nagy számban állíttatta ki hívei számára az adományleveleket. A háború részleteinek ismeretei nagyrészt ezen okleveleknek köszönhetők. Későbbi oklevelek tartalmaznak utalást a belháború okára vonatkozóan is, a háború István szerint „fejünk és koronánk megváltásáért” folyt. IV. László egy későbbi oklevele szerint mindez azért történt, mert IV. Béla azon mesterkedett, hogy apját Istvánt kisemmizze az őt megillető jogokból. Mária királyné szerint pedig „a hűtlen alattvalók rábeszélésére” keletkezett a viszály.

##### Az 1267. évi válság és István újabb királyi címe
1265 tavaszán a béke helyreállt a dinasztián belül, a bizalom azonban továbbra sem lehetett teljes. Ennek első jele, hogy rá egy évre újabb kiegészítő egyezmény megkötése vált szükségessé. Ezen szerződésben a felek kölcsönösen ígéretet tettek arra is, hogy nem csábítják a maguk oldalára egymás híveit. A bizalmatlanság azonban nem vetett gátat annak, hogy az országot, illetve az ifjabb király országrészét elhagyni kívánó kunok ellen közösen indítsanak hadjáratot – IV. Béla segélyhadát az István elleni belháborúból távolmaradt, Rátót nembeli Roland szlavón bán vezette. A kunok ügyének 1266 tavaszára eső sikeres megoldása, azonban az ellentétek újulásához vezetett, Roland bán ugyanis az eredményes hadjárat ellenére is elvesztette királya kegyét. Roland bán helyére Kőszegi Henrik addigi nádor került, Henrik nádor helyét Kemény fia Lőrinc országbíró kapta meg, akinek helyére pedig az Ákos nembeli Ernye került. Roland menesztése és birtokainak feldúlása egy újabb belpolitikai válság jeleként értékelhető, amit félreérthetetlenül jelez, hogy belháború seregvezérei újra előtérbe kerültek. Ugyanakkor az István oldalán bizalmi funkcióban álló egyes személyek átállása is kimutatható – erre az időszakra tehető István nádorának Csák Domokosnak az átállása is.
Mindezek és egy 1268. évi oklevél alapján, ami már katonai jellegű lépesekre – várak megerősítése – is utal, egyértelműnek tűnik, hogy 1266 és 1268 között újra pattanásig feszült IV. Béla és István viszonya. A katonai összecsapás elmaradása valószínűleg, csak a királyi szerviensek akaratán múlott. Az Esztergom melletti gyűlést – melyen IV. Béla oklevele szerint „az ország minden királyi szerviense” megjelent – ugyanis az újabb kutatások szerint valószínűleg a háború újraindítása céljából hívták össze. Az öregebb király országrészének királyi szerviensei viszont a háború helyett, jogaik megerősíttetését választották – valószínűleg így született meg az 1267. évi dekrétum (  ).
Apja halála után tíz nappal (1270. május 13-án) az ifjabb király már Budán tartózkodott, itt (in monte Pestiensi) ad ki oklevelet. Az oklevélben megkülönböztetésül az eddigiektől, első és egyben utolsó alkalommal, a hangsúlyos „dei gratia rex totius Hungarie” – egész Magyarország királya – címet használja.

##### Az ifjabb király külpolitikája
1262 után a magyar Balkán-politika tényleges irányítója már az ifjabb királyi címet viselő István volt.
1263-ban egy tatár betörés történt a keleti határvidéken, erről a pápa október 14-én értesült. A határ menti összecsapásokból nagyobb hadjárat azért nem fejlődött ki, mert Istvánnak – követe révén – diplomáciai úton sikerült a tatárokat tervük feladására rábírni. Ez év őszére tehető István második bolgár hadjárata is. Az ifjabb király csapatait a Kán nembeli László erdélyi vajda és fivére, Gyula vezette. A hadjárat Északnyugat-Bulgáriában a magyar támogatással uralomra juttatott Szventszláv Jakab védelmében, Palaiologosz Mihály bizánci császár és Konstantin bolgár cár ellen folyt. A hadjáratban István személy szerint nem vett részt, a magyar had Bulgárián át Bizánci területre hatolt, és ott győzelmet aratott.
A magyarországi belháború idején, az 1263. évi ellenségeivel szövetkező Szventszláv Jakab betört a szörénységbe és végigpusztította az István országrészéhez tartozó bánságot. István a megtorló hadjáratra csak 1266 nyarán tudott vállalkozni. A hadjárat során öt nagyobb csatában aratott győzelmet, bevette Bodony városát, június 23-án már a város mellett adott ki oklevelet. Bodony elfoglalását követően a Duna mentén Plevnáig haladt előre. Plevna bevétele után csapatai Vracsa (Vrachov) várát is elfoglalták, tárnokmestere, Egyed pedig egészen Tirnovóig (Turnov) nyomult előre. Jakab kénytelen volt meghódolni István előtt, a magyar királyok címei között ekkortól állandósult a „Bulgária királya” cím használata.
1268-ban a délvidéken egy újabb háború bontakozott ki, I. Uroš szerb király betört a Magyar Királyság határvidékére és Béla herceg tartományát Macsót pusztította. A IV. Béla országrészéhez tartozó hercegség védelmére küldött hadat a Csák nembeli István (pozsonyi ispán) vezette. A magyar győzelmet követően megkötött békét egy dinasztikus házassággal pecsételték meg, Uroš fia Dragutin, elvette István ifjabb király Katalin nevű leányát.
István, ifjabb királyságának utolsó évében még két újabb dinasztikus házasságot készített elő.
1269 őszén, Melfiben kettős házassági és kölcsönös segélynyújtási szerződést kötött I. Károly nápolyi királlyal. A szövetség valószínűleg II. Ottokár ellen irányult („a németekkel és Németország szövetségeseivel szemben tőle négynapi járóföld távolságra”). Apja II. Ottokárral kapcsolatos politikáját István már a kezdetektől ellenezte, de nem zárható ki a királyi család más tagjaival szembeni szövetség szándéka sem. A házassági szerződés fia László herceg és Anjou Izabella, valamint lánya Mária és Anjou Károly házasságára vonatkozott.

### István második koronázása
Istvánt, apja 1270. május 3-án bekövetkezett halála után pár napon belül, már május 13. előtt királlyá koronázta a Türje nembeli Fülöp esztergomi érsek Fehérváron. A szertartáson a főpapokon és az arisztokratákon kívül más nemesek és királyi szerviensek is jelen voltak, „hatalmas gyülekezet” alkotva. A kifejezés arra utal, hogy a koronázás valójában botrányosan alakult: több főúr nem jelent meg. Ráadásul sokba is került: az esztergomi érsek a szertartás fejében adományként megkapta teljes Esztergom megyét.
István koronázási esküjébe – egy későbbi oklevele szerint – már bekerült reformációs programjának két fő, rendi jellegű egyetemleges kiváltságokat biztosító eleme:
- „mindenkit egyenként és összességükben egyetemlegesen sértetlenül megőriz jogaiban” és
- „az igazságtalanul elidegenített vagy elfoglalt jogokat visszaállítja”.[16]

### Teljes királysága

#### A korona hűtlenei
Apja hívei közül számos ellenfele akadt. Nővére, Anna az ország kincseinek egy részét (thesaurus regni nostri) magához véve II. Ottokár cseh királyhoz menekült, és követte őt apja számos híve.
A „korona hűtlenei” elsősorban IV. Béla leghatalmasabb bárói közül kerültek ki:
- Kőszegi Nagy Henrik szlavón bán,
- egy volt nádorának fia, a Hahót nembeli Miklós és
- asztalnokmestere, az Aba nembeli Lőrinc.

Voltak azonban köztük a keleti országrész előkelőiből is: a Geregye nembeli Miklós erdélyi vajda és testvére, István, aki Mária királyné udvarbírája és Vas megye ispánja volt. Ők három várukat hagyták Biharban. Az elhunyt király egy cseh híve, Jan (Gyanur) fia, Mérk egy Fertő melletti várával távozott. A disszidensek az északnyugati határszélen kilenc várat játszottak át a IV. Béla utolsó levelében „édes fiának” szólított és Mária királyné, valamint „legédesebb leánya”, Anna és más hívei oltalmazójának felkért Ottokár kezére.
Kemény fia Lőrinc nádor és Ákos Ernye országbíró nem követte párttársait. Elsőként Lőrinc nádor mutatott példát: „… országunk többi báróit és előkelőit megelőzve készségét és hűségét nyilvánította királyi magasságunk iránt, ily módon példájával megnyitotta az utat a többieknek…”, de mindez kevésnek bizonyult tisztségeik megtartásához.

#### V. István kormányzata
A koronázás után IV. Béla bárói csaknem teljes létszámban eltűntek a politikai életből. A két kivétel:
- az új nádor Mojs lett, aki a régi udvar mérsékelt főtisztviselője, 1260 után pedig Béla herceg tárnokmestere volt;
- István új kancellárja pedig az őt koronázó esztergomi érsek, a Türje nembeli Fülöp lett.

Az országbíró hivatalát a Gutkeled nembeli Miklós kapta. A királyi tanács világi része tulajdonképpen három család tagjaiból:
- a Gutkeled-fivérekből,
- a Csák-fivérekből és
- a Monoszló-fivérekből állt.

A tanács egyházi felében is István régi hívei voltak többségben:
- Báncsa István kalocsai érsek mint alkancellár,
- a váradi püspök és
- az erdélyi püspök (későbbi alkancellárok), valamint
- a csanádi püspök és az egri püspök a keleti országrészből,
- a pécsi püspök és a váci püspök a nyugati országrészből.

A területi igazgatás is változott. Az ifjabb király régi hívei megyés ispánságokat kaptak:
- Rosd Mihály Nyitrát,
- Rosd Demeter Szatmárt és Krasznát,
- a Miskolc nembeli Panyit Zala megyét,
- Básztély Rénold Szabolcs megyét,
- az ugodi Csák pedig a bakonyi erdőispánságot.

A stratégiai szempontból legfontosabb ispánságokat István az országbárókhoz rendelte:
- Sopront a nádorhoz,
- Mosont Jób pécsi püspökhöz,
- Pozsony és Vas megyét pedig a Monoszló-fivérekhez.

A délnyugati országrész Gutkeled Joachim, a Tiszántúl és Erdély pedig a csákvári Csák Máté irányítása alá került.

#### Az 1270–1271. évi háború
István külpolitikájában szövetségi rendszerének bővítésére törekedett. 1270. augusztus végén elzarándokolt Krakkóba, Szent Szaniszló sírjához, és ennek ürügyén felvette a kapcsolatot Boleszláv herceggel. II. Ottokárral kialakult konfliktusát kezdetben békésen, tárgyalásokkal próbálta rendezni. 1270. október közepén egy Pozsonyhoz közeli dunai szigeten a két uralkodó személyesen is találkozott, és kétéves fegyverszünetben állapodtak meg. A lázadó főurak ügyét nem sikerült tárgyalásokkal rendezni, ezért novemberben István a zalai ispánt küldte a Pölöske várában tartózkodó Hahót Miklós ellen. A zalai ispánt és testvérét azonban a várból kitörő lázadók a várba befogadott németek segítségével lekaszabolták. A kiéleződött a magyar-cseh ellentét rövidesen háborúhoz vezetett, ami határszéli összetűzésekkel kezdődött. Decemberben már magyar hadak portyáztak Ausztriában. Ottokár a „gyalázatos hitszegés” okán nagy offenzívát indított: az 1271 húsvétja utáni héten átkelt a Morva folyón, és elfoglalta Pozsony, Szentgyörgy, Bazin, Vöröskő és Nyitra várát, valamint Nagyszombat várost.
Ottokár fő ereje a cseh, morva, osztrák, stájer lovasság és Karintia, Türingia, Meissen, Brandenburg és több sziléziai hercegség csapatai voltak — ugyancsak főként nehézlovasok. A Dunától északra eső terület a Garam völgyéig három héten belül a cseh-német haderő felügyelete alá került. A Dunán átkelt ellenség Óvár mellett 1271. május 9-én, majd még május 15. előtt Mosonnál ütközött meg a magyar főhaddal. Mindkét ütközet magyar vereséggel végződött, ezért István a Rábca mögé vonta vissza seregét.
A kezdeti békealkudozások után egy magyar csapatrész május 21-én megtámadta Ottokár Moson melletti táborát és a mozgásba hozott ellenséget a Fertő és a Rábca közötti mocsaras vidékre csalta. A nehézlovasság ezen a terepen kelepcébe került, és István Mosonig verte vissza a támadókat, akik másnap Pozsonyig vonultak vissza. Pozsonyban Ottokár feloszlatta kifáradt hadait. A háború lezárásához a nyomatékot a magyar könnyűlovasság alsó-ausztriai és morva területekre becsapó portyái szolgáltatták.
A felek 1271. július 2-án Pozsonyban békét kötöttek. II. Ottokár lemondott a hűtlenek további támogatásától, V. István pedig a nővére által Prágába vitt kincsekről.

#### Belső konszolidáció
A győzelem hatására István hatalmi helyzete konszolidálódott, megkezdte reformtervei megvalósítását.
A lázadók közül Geregye Miklós a békekötés után hazatért. Kőszegi Nagy Henrik négy várát Monoszló Gergely vasi ispán foglalta el. Mivel Hahót Miklóssal még az előző év végén sikerült leszámolni, István főúri ellenzéke gyakorlatilag megszűnt, az ingatag nyugati területek pacifikálása befejeződött.
Reformációs programjával főként a városokat és a vendégtelepes községeket fejlesztette. Városi rangra emelte Szatmárt. Győrnek és valószínűleg Kolozsvárnak is fehérvári jogot adott. Kiadta a szepesi szászok átfogó privilégiumát, tőle származik a szatmári Aranyosmeggyes és az ugocsai Felszász privilégiuma is. Közben sorra erősítette meg az atyja által alapított városok és vendégtelepek kiváltságait. Célul tűzte ki az udvari birtokszervezet reorganizációját, országos hatáskörrel kinevezett biztosok szabályozták az udvarnokok földhasználatát és rendezték a királyi birtokok vitás ügyeit. A nemességet érintő ügyekben alkalmanként területi gyűléseket hívott össze. A Heves megyei Hajóhalmon az „igazság kiszolgáltatása” és „jogrend” megtartása jegyében tartott gyűlést a keleti országrész nemességének.
Udvarára a lovagi életmód jegyeinek – személyes dicsőség (gloria), a tettek általi kiemelkedés (claruere), személyes virtus és az udvari szellem (courtoise) – megjelenése a jellemző. Több esetben igazolt hadvezéri képességei, atyjáénál bőkezűbb adománypolitikája és szorosabb kapcsolata a nemességgel nagy reményeket keltett.

### István halála – egy politikai korszak vége

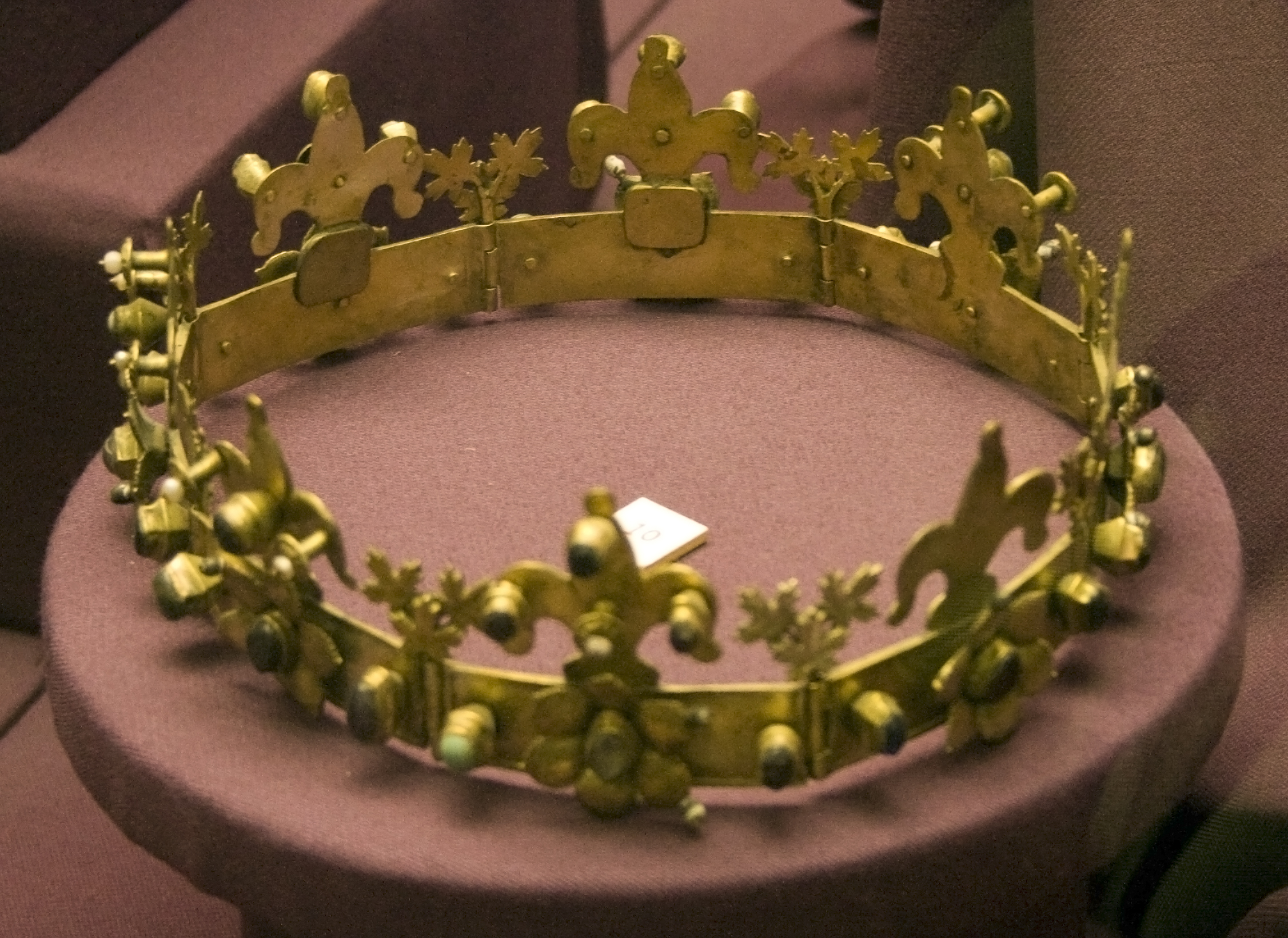
Feltételezett halotti koronája

1272 késő tavaszán István egész udvarával Dalmáciába indult, hogy ott találkozzon szövetségesével, Anjou Károllyal. Útközben váratlanul nagy csapás érte, június végén Bihácson Gutkeled Joakim „egész Szlavónia” bánja elrabolta kíséretéből és a Dráva menti Kapronca várába vitte a trónörökös László herceget. A király által küldött sereg a várat eredménytelenül ostromolta. Az események közben István súlyosan megbetegedett. Közeli halálát érezve a Nagy-szigetre vitette magát és itt halt meg 1272. augusztus 6-án. A Margit-szigeti domonkos apácakolostorba (in loco Beginarium de insula Beatae Virginis) temették, ahol húga, (az 1270. január 18-án elhunyt) Szent Margit is nyugodott.
A kolostor maradványainak 20. századi feltárásakor az evangéliumi oldalon egy halotti koronát találtak. Az 1938-ban talált „Szabina”-korona egyes feltételezések szerint az itt eltemetett V. Istváné lehetett.
István uralkodását a közeli utókor egy olyan korszak határának tartotta, amikor Magyarországot még „az igazság eszközével és sikeres eredménnyel kormányozták”.

## Családja
Kun származású feleségének, Erzsébetnek tőle hét gyermeke született:
- Erzsébet, boldoggá avatott özvegy, Szerbia királynéja
- Katalin, férje Dragutin István szerb király, II. Ulászló István szerémi bán anyja
- Mária, II. (Anjou) Károly felesége, I. Károly magyar király nagyanyja
- leány
- Anna, II. Andronikosz első felesége, IX. Mikhaél bizánci császár anyja
- IV. László
- András (1268-1278)

## Emlékezete
- V. István Katolikus Szakgimnázium és Gimnázium (Sátoraljaújhely)[17]